# Frank Heidemann
Frank Heidemann (* 19. Dezember 1957 in Bochum) ist ein deutscher Ethnologe und Hochschullehrer.

## Leben
Heidemann war von 1978 bis 1979 Mitbegründer des Diyanilla Technical Institute, eines Entwicklungsprojekts im Hochland von Sri Lanka, und nahm 1980 das Studium der Ethnologie und Soziologie auf. Er studierte in Marburg, Frankfurt/M., Madras und Göttingen, wo er 1988 mit einer Arbeit über die Repatriierung der Hochland-Tamilen aus Sri Lanka nach Indien promoviert wurde. 1997 habilitiert er sich mit einer Ethnographie über die Badaga in Südindien an der Freien Universität Berlin.
Heidemann ist seit 1997 Professor für Ethnologie an der Ludwig-Maximilians-Universität München. Dort hat er die Visuelle Ethnologie als einen Studienschwerpunkt aufgebaut und 2007 bis 2015 in Zusammenarbeit mit dem „Museum für Völkerkunde“ (später umbenannt in „Museum Fünf Kontinente“) gemeinsam mit Stefan Eisenhofer das „Münchner EthnoFilmFest“ gegründet und geleitet. Zuvor war er wissenschaftlicher Mitarbeiter an der Freien Universität Berlin (1993–1997) und forschte mit Stipendien an der Madras University (DAAD 1988–1989) und an der Tokyo University of Foreign Studies (Alexander-von-Humboldt Stiftung 1989–1990) sowie im Rahmen eines DFG-Projekts in Südindien (1990–1993). Als DAAD-Lektor oder visiting faculty war er an der University of Copenhagen (1998), an der University of Hawaii at Manoa (1992, 1996, 2003), an der Australian National University (2012, 2016), an der Harvard University (2011, 2016), an der Venice International University (2013, 2019) und am Indian Institute of Technology Delhi (2018, 2019).
Seit 1982 führt er regelmäßig Feldforschungen in Südasien durch, schwerpunktmäßig in Südindien (Tamil Nadu und Nilgiri Region), Sri Lanka, auf den Andamanen, auf den Lakkadiven (Minicoy) und seit 2018 auch auf den Malediven. Arbeitsschwerpunkte liegen in den Bereichen Migration, Mythologie, Verwandtschaft, Religion, Politik und seit 2013 auch auf den Gebieten der sozialen Ästhetik, Atmosphäre und des Affekts.

## Bücher (Auswahl)
- 2019: Ethnologie: Eine Einführung, utb basics, 2. Auflage, Göttingen (Vandenhoeck).
- 2016: (edited with Philipp Zehmisch) Manifestations of History: Time, Space and Community in the Andaman Islands, Delhi (Primus).
- 2013: (edited with Peter Berger) The modern anthropology of India. Ethnography, themes and theory, London (Routledge).
- 2006: Akka bakka. Religion, Politik und duale Souveränität der Badaga in den Nilgiri Südindiens. Berlin (Lit).
- 2006: (edited with Alfonso de Toro) New Hybridities. Societies and cultures in transition, Hildesheim (Olms).
- 1992: Kanganies in Sri Lanka and Malaysia. Tamil recruiter-cum-foremen as a sociological category in the nineteenth and twentieth century, Munich (anacon).
- 1988: Die Hochland-Tamilen in Sri Lanka und ihre Repatriierung nach Indien, Göttingen (Edition Re).

## Sonstiges
- Festschrift für Frank Heidemann: „Soziale Ästhetik, Atmosphäre, Medialität. Beiträge aus der Ethnologie“, hrsg. von Philipp Zehmisch, Ursula Münster, Jens Zickgraf, und Claudia Lang, Lit, Berlin 2017, ISBN 978-3-643-13911-5.
- Fernsehserie: Der lange Schatten von Kultur, 14 Folgen, BR-alpha, 2015